# Шенкли, Билл
Уильям (Би́лл) Ше́нкли (англ. Bill Shankly; 2 сентября 1913, Гленбак, Ист-Эршир — 29 сентября 1981, Ливерпуль, Англия) — шотландский футболист и футбольный тренер, менеджер «Ливерпуля», один из самых успешных и уважаемых британских специалистов. Офицер ордена Британской империи.

## Происхождение
Билл Шенкли родился в маленьком шахтёрском посёлке Гленбак в шотландском графстве Ист-Эршир. У родителей кроме него было ещё девять детей. Он стал одним из пяти братьев, которые стали профессиональными футболистами. Его брат Боб стал известным тренером и привёл клуб «Данди» к чемпионскому титулу в 1962 году. Все пять братьев Шенкли выступали за Гленбак Черрипикерс, команду, которая прославилась тем, что за довольно короткое время подарила футболу 49 профессиональных футболистов. Билл Шенкли, самый младший из братьев, за первую команду клуба так и не провёл ни одного матча.

## Карьера игрока
Карьера Билла Шенкли как игрока началась в Шотландской Юношеской Лиге, в которой он выступал за ныне несуществующий клуб «Кронберри Эглингтон» и «Гленбак Черрипикерс». В июле 1932 он привлёк внимание скаутов и вскоре подписал контракт с «Карлайл Юнайтед». Его дебют состоялся 31 декабря 1932 года в матче против «Рочдейла». В июле 1933, проведя лишь 16 матчей в составе первой команды «Карлайла», он перешёл в «Престон Норт Энд». Сумма трансфера составила 500 фунтов.
Шенкли стал ключевым игроком «Престона», вышедшего в 1934 году в Первый дивизион, и принял участие в двух финалах Кубка Англии — в первом из них «Престон» уступил «Сандерленду» (1937), во втором — обыграл «Хаддерсфилд Таун» (1938).
В апреле 1938 Шенкли дебютировал в сборной Шотландии в матче против Англии, который его команда выиграла со счётом 1-0. Он провёл за сборную ещё 4 официальных игры (и ещё семь во время войны), но начавшаяся в 1939 году война поставила крест на его карьере игрока сборной.
Во время войны он выступал за «Нортгемптон Таун», «Ливерпуль», «Арсенал», «Кардифф Сити», «Болтон Уондерерс», «Лутон Таун» и «Партик Тисл», а также помог «Престону» выиграть Кубок военного времени 1941 года. С началом сезона 1946/47 профессиональный футбол вернулся в Англию. Шенкли продолжал играть за «Престон», но ему было уже 33, и его карьера игрока была почти завершена.

## Карьера менеджера
Шенкли завершил профессиональную карьеру в марте 1949 года и почти тотчас же стал тренером «Карлайл Юнайтед», где когда-то начинал как футболист. Время, проведённое у руля «Карлайла», не было отмечено выдающимися достижениями. Покидая клуб, он заявил о недостаточной финансовой поддержке со стороны совета директоров — все десять последующих лет эта фраза будет сопровождать его в путешествии по клубам северной Англии.
Шенкли не прошёл собеседование в «Ливерпуле» и в 1951 году возглавил «Гримсби Таун», затем в 1953 перешёл в «Уэркингтон» и, наконец, в 1956 — в «Хаддерсфилд Таун», где ему удалось подписать талантливого 15-летнего Дэниса Лоу. Несмотря на уверенность в том, что Лоу ни в коем случае нельзя отпускать в другую команду, 4 года спустя руководство клуба приняло предложение «Манчестер Сити» и за 55 тысяч фунтов продало восходящую звезду горожанам, что полностью противоречило планам Шенкли по созданию коллектива, который будет биться за достижение самых высоких целей. Амбициозному менеджеру не хватало поддержки со стороны советов директоров ни в одном из клубов, которые он тренировал в 1950-е. Но его талант и энтузиазм привлекли внимание президента «Ливерпуля» Т. В. Уильямса, который в 1959 году предложил Шенкли возглавить мерсисайдскую команду.

### Ливерпуль
В декабре 1959 года Билл Шенкли стал менеджером «Ливерпуля».
В 1959 году «Ливерпуль» представлял собой довольно жалкое зрелище — клуб играл во Втором Дивизионе, имел ветхий стадион и ужасные условия для тренировок. Подбор игроков тоже был плохим. Тренировочные поля в «Мелвуде» находились в ужасающем состоянии и практически заросли травой, а душевая была вообще только одна.
Единственным козырем клуба того времени мог считаться тренерский состав, в который входили Джо Фэган и Рубен Беннетт, а также недавно завершивший карьеру Боб Пэйсли. Поэтому первым делом Шэнкли заявил, что эта троица будет работать на «Энфилде», пока он сам остаётся здесь. Таким образом было положено начало знаменитому «Бутруму».
С «Ливерпулем» Шенкли удалось добиться наибольших успехов в своей карьере вплоть до чемпионства в 1964 и 1966 годах и выигрыша командой Кубка УЕФА в 1973 году. После этого Шенкли ушёл, но его работа положила начало успехам клуба 1970-х и 1980-х годов.
Достижения Шенкли в «Ливерпуле» нашли своё отражение во многих песнях болельщиков клуба (например, Fields Of Anfield Road). Его именем названы одни из ворот, ведущих на Энфилд.

## Высказывания

### О Билле Шенкли
О любви Шенкли к футболу ходили легенды. Так, легендарный защитник и капитан «красных» Томми Смит в своё время сказал: «Если в этот день не играл „Ливерпуль“, он отправлялся смотреть „Эвертон“. Если не играл и „Эвертон“, он ехал в Манчестер. Если ничего не было и в Манчестере, он перемещался в Ньюкасл. Если футбола в этот день не было вообще, он шёл в парк и смотрел, как играют дети. Если они не играли в футбол, он сам организовывал им матч».

## Достижения

### В качестве игрока
Престон Норт Энд
- Кубок Англии: 1938

### В качестве тренера
Ливерпуль
- Первый дивизион: 1964, 1966, 1973
- Кубок Англии: 1965, 1974
- Кубок УЕФА: 1973
- Второй дивизион: 1962
- Суперкубок Англии: 1964, 1965, 1966

### Личные
- Тренер года в Премьер-лиге: 1972–73[3]
- Лучший тренер в истории футбола:
  - 4 место (FourFourTwo): 2020[4]
  - 10 место (France Football): 2019[5]
  - 10 место (ESPN): 2013[6].
  - 20 место (World Soccer): 2013[7][8],
- Член Зала славы английского футбола: 2002
- Член Зала славы шотландского футбола: 2004[9]

## Тренерская статистика
| Клуб        | С    | По   | Игры | В   | П   | Н   | % побед |
| ----------- | ---- | ---- | ---- | --- | --- | --- | ------- |
| Карлайл     | 1949 | 1951 | 108  | 48  | 27  | 33  | 44.44   |
| Гримсби     | 1951 | 1953 | 80   | 47  | 17  | 16  | 58.75   |
| Хаддерсфилд | 1956 | 1959 | 134  | 49  | 50  | 35  | 36.57   |
| Ливерпуль   | 1959 | 1974 | 753  | 393 | 175 | 185 | 52.19   |
| Всего       |      |      | 1075 | 537 | 269 | 269 | 49.95   |